# Mihhail Korb
Mihhail Korb, né le 3 août 1980 à Pärnu, est un homme politique estonien, membre du Parti du centre (KESK). Il est ministre des Administrations publiques depuis le 23 novembre 2016. Il démissionne le 24 mai 2017 à la suite de ses propos sur le retrait de l'Estonie de l'OTAN, jugés incompatibles avec la politique du gouvernement par le premier ministre estonien, Jüri Ratas.